# Князев, Николай Трифонович
Николай Трифонович Князев (14 марта 1937, с. Кочетовка, Хохольский район, Воронежская область, РСФСР, СССР — 1 апреля 2016, Москва, Россия) — советский хозяйственный, государственный и партийный деятель.

## Биография
Родился в 1937 году в селе Кочетовка. Член КПСС.
С 1959 года — на хозяйственной, общественной и политической работе. В 1959—2000 гг. — агроном, председатель колхоза, главный агроном, директор совхоза, второй, первый секретарь Астраханского райкома КПК, начальник Целиноградского обслсельхозуправления, уполномоченный Минсельхоза в Монголии, инструктор ЦК КПСС, первый заместитель председателя Госагропрома Казахской ССР — министр КазССР, председатель Алма-Атинского облисполкома, первый секретарь Кустанайского обкома КПК, председатель Кустанайского облсовета, президент АО «Кустанайхлебопродукт», директор филиала ВЭК «Казахстан».
Избирался депутатом Верховного Совета Казахской ССР 8-го, 11-го созывов, народным депутатом СССР.
Скончался в Москве в апреле 2016 года